# Tougen Anki
Tougen Anki (桃源暗鬼, Tōgen Anki) é uma série de mangá japonesa escrita e ilustrada por Yura Urushibara. É serializada na revista de mangá shōnen Weekly Shōnen Champion, da Akita Shoten, desde junho de 2020. Uma adaptação em anime para televisão, produzida pelo Studio Hibari, tem estreia prevista para julho de 2025.

## Personagens
Shiki Ichinose (一ノ瀬 四季, Ichinose Shiki)
Voz de: Kazuki Ura
Naito Mudano (無陀野 無人, Mudano Naito)
Voz de: Hiroshi Kamiya
Jin Kougasaki (皇后崎 迅, Kōgasaki Jin)
Voz de: Koutaro Nishiyama
Homare Byobugaura (屏風ヶ浦 帆稀, Byōbugaura Homare)
Voz de: Manaka Iwami
Ikari Yaoroshi (矢颪 碇, Yaoroshi Ikari)
Voz de: Shogo Sakata
Juji Yusurube (遊摺部 従児, Yusurube Jūji)
Voz de: Natsuki Hanae
Rokuro Kiriyama (手術岾 ロクロ, Kiriyama Rokuro)
Voz de: Kaito Miura
Kuina Sazanami (漣 水鶏, Sazanami Kuina)
Voz de: Aimi
Kyoya Oiranzaka (花魁坂 京夜, Oiranzaka Kyōya)
Voz de: Ryōhei Kimura

## Mídias

### Mangá
Escrito e ilustrado por Yura Urushibara, foi lançado na revista de mangá shōnen Weekly Shōnen Champion, de Akita Shoten, em 11 de junho de 2020. Akita Shoten reuniu seus capítulos em volumes tankōbon individuais. O primeiro volume foi lançado em 8 de outubro de 2020. Até 8 de julho de 2025, vinte e cinco volumes haviam sido lançados.

### Anime
Em maio de 2024, foi anunciado que a série receberia uma adaptação em anime para televisão. A série será produzida pelo Studio Hibari e dirigida por Ato Nonaka, com Hiroyuki Hashimoto como assistente de direção, Yukie Sugawara supervisionando e escrevendo os roteiros, Ryoko Amisaki como designer de personagens e Kohta Yamamoto compondo a música no Pony Canyon. A estreia está prevista para 11 de julho de 2025, na Nippon TV e suas afiliadas, como parte do bloco Friday Anime Night. A música tema de abertura é "Overnight", interpretada por The Oral Cigarettes, enquanto a música tema de encerramento é "What is Justice?", interpretada por Band-Maid. A Remow licenciou a série com a Netflix, Amazon Prime Video, Crunchyroll e outros serviços como Samsung TV Plus (América do Norte), Anime Onegai (América Latina), Bandplay (Brasil), Animation Digital Network (vários territórios europeus), Anime Generation (Itália) e Anime Key (Oriente Médio e Norte da África) transmitindo a série simultaneamente em 11 de julho, com episódios semanais. A Netflix e o Prime Video transmitirão a série para todo o mundo, exceto a China Continental.